# Gazette de Lausanne
La Gazette de Lausanne était un quotidien suisse de langue française fondé en 1788 et édité à Lausanne. Il est absorbé par le Journal de Genève en 1991.

## Histoire
Le premier numéro est publié le 1er février 1798 sous le nom de Peuple vaudois, son fondateur est le révolutionnaire Gabriel-Antoine Miéville (1766-1852). Après plusieurs changements, le titre devient Gazette de Lausanne en 1803. 
La Gazette parait sous forme quotidienne de 1856 à 1991, quand elle est absorbée par le Journal de Genève. Son nom disparait en 1998, lorsque le Journal de Genève fusionne avec Le Nouveau Quotidien pour donner naissance au Temps.
Sous le nom de Gazette littéraire, son supplément du samedi était le principal organe d'information culturelle en Suisse romande entre 1949 et 1972[réf. nécessaire].
La Gazette de Lausanne était un quotidien modéré jusqu’en 1850, quand le « Cercle national » en fait un journal libéral.

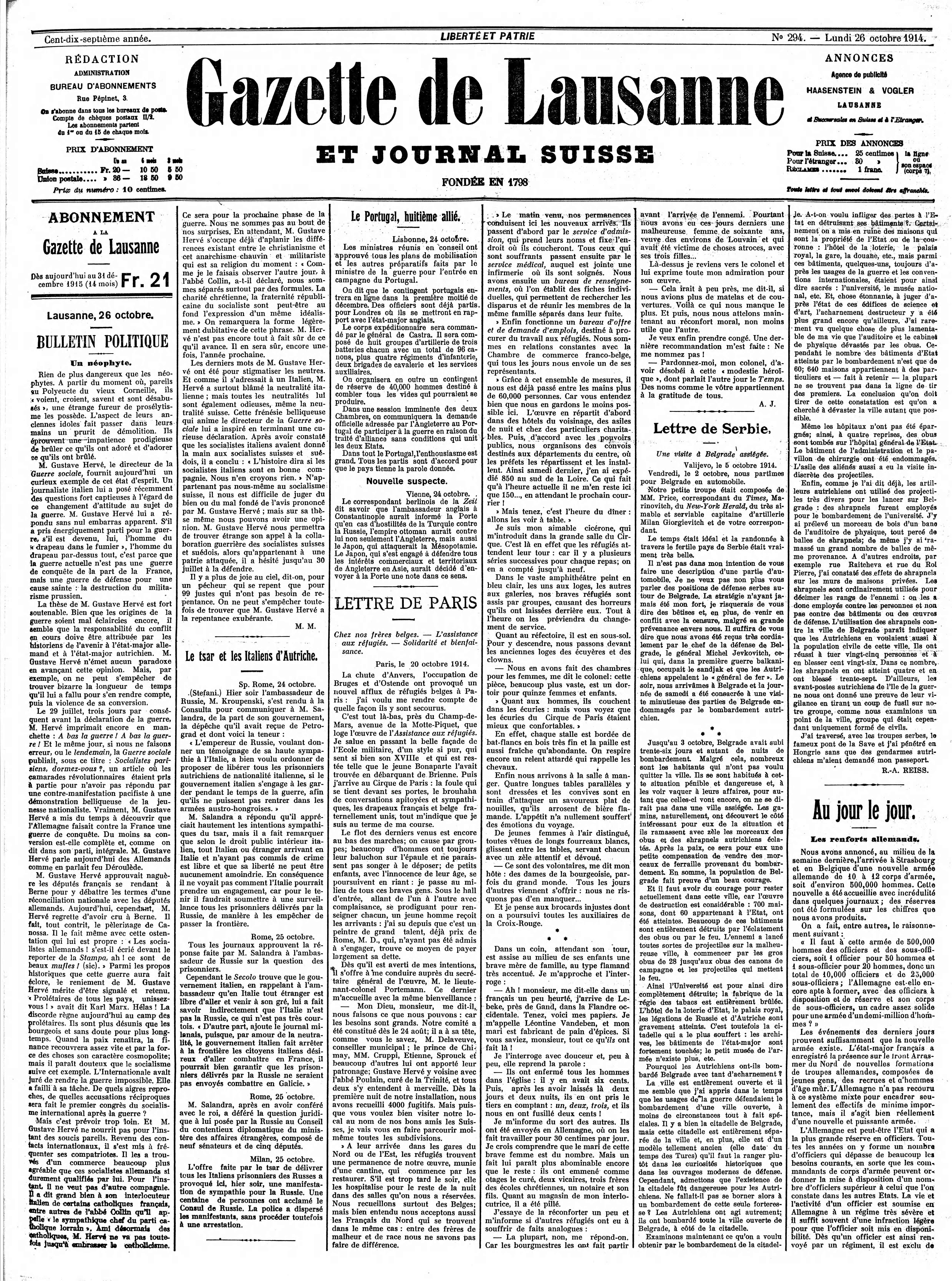
La une du 26 octobre 1914.

## Plumes célèbres
- Édouard Secretan, rédacteur en chef dès 1874
- Albert Bonnard
- Denis de Rougemont
- Edmond Rossier
- Edgar Junod
- Georges Rigassi
- Gaston Bridel
- Georges Duplain
- Pierre Béguin
- Franck Jotterand
- Charles-Henri Favrod
- François Landgraf, rédacteur en chef (1968-1976)
- Frank Bridel, rédacteur en chef
- Daniel Stanislas Miéville, rédacteur en chef (1987-1991), ensuite au Temps puis au Matin
- Henri Roorda
- Colette Muret